# Andreas Hertz
Andreas Hertz (* 13. September 1979 in Frankfurt am Main) ist ein deutscher Herpetologe. Sein Forschungsschwerpunkt sind die neotropischen Reptilien und Amphibien.

## Leben
Nach dem Abitur und dem Zivildienst arbeitete Hertz zwei Monate als Praktikant auf einer Schlangenfarm in Costa Rica. Ab 2002 studierte er Biologie an der Johann Wolfgang Goethe-Universität Frankfurt am Main, wo er im Jahr 2007 seine Diplomarbeit mit dem Titel Taxonomie und Zoogeographie der Herpetofauna der Umgebung des Cerro Platillón, Venezuela vorlegte. Dafür unternahm er mit Sebastian Lotzkat eine Expedition im Januar 2006 auf dem Río San Juan in Nicaragua und eine weitere im Februar 2006 in die Regionen des Cerro Platillón und des Nirgua-Massifs in Venezuela. Im Oktober desselben Jahres gelang Hertz und Sebastian Lotzkat am Cerro Zapatero in Venezuela die Wiederentdeckung der Froschart Agalychnis medinae, die seit 1974 nicht mehr gesichtet wurde. 2007 wurde er Mitarbeiter am Senckenberg Forschungsinstitut. Zwischen Mai und August 2008 betrieben Hertz und Lotzkat für ihre Dissertationsprojekte erste Feldstudien in der Zentralkordillere in Panama. Im Jahr 2009 folgten zwei weitere Forschungsreisen nach Panama. Zwischen Mai und August 2010 fand die letzte Studienphase statt. Während dieser vier Exkursionen nach Panama wurde eine Aufsammlung von etwa 80 Amphibien- und 114 Reptilienarten zusammengetragen, darunter mehrere Neuentdeckungen. Im Februar 2015 wurde Hertz unter der Leitung von Bruno Streit und Gunther Köhler mit der Dissertation Integrative taxonomy and conservation status of Amphibians in Western Panama with an emphasis on the Highlands of the Cordillera Central im Fachbereich Biowissenschaften zum Doktor der Naturwissenschaften an der Johann Wolfgang Goethe-Universität Frankfurt am Main promoviert. Während seiner Postdoktorandenphase ist er seit November 2015 als Forschungsstipendiat und Labortechniker an der biologischen Abteilung der University of Massachusetts Boston tätig. Von Januar bis Februar 2018 war er Mitarbeiter am Smithsonian Tropical Research Institute.
Hertz befasst sich mit nahezu allen Aspekten der Amphibienbiologie sowie mit der Taxonomie und Systematik von neotropischen Amphibien und Reptilien unter Anwendung verschiedener Methoden, darunter Morphologie, DNA-Barcoding und Bioakustik. Weitere Forschungsprojekte gelten dem Mikrobiom der Amphibien, den Sekundärmetaboliten, der Toxinologie, der Amphibienentwicklung und der Immunologie, der Krankheitsökologie von Amphibien und dem Amphibienschutz in Panama.
Hertz beschrieb, oftmals in Zusammenarbeit mit Sebastian Lotzkat, zahlreiche neue Amphibien- und Reptilienarten, von denen der größte Teil aus Panama stammt.
Hertz ist Mitglied der Amphibien-Forschungsgruppe der IUCN/Species Survival Commission und der Deutschen Gesellschaft für Herpetologie und Terrarienkunde.